# Mihara-ku (Sakai)
Pour les articles homonymes, voir Mihara (homonymie).
Mihara (美原区, Mihara-ku) est l'un des sept arrondissements de la ville de Sakai au Japon.

## Géographie

### Situation
L'arrondissement de Mihara-ku est situé à l'est de la ville de Sakai, dans la région du Kansai. L'arrondissement est limitrophe des arrondissements de Higashi et de Kita. L'arrondissement est également limitrophe de quatre villes : Matsubara, Habikino, Tondabayashi et Ōsakasayama.

### Démographie
En 2015, l'arrondissement rassemblait 39 213 habitants répartis sur une superficie de 13,20 km2, ce qui fait une densité de population de 2 971 hab./km2.

## Histoire
Mihara-ku est créé le 1er avril 2006 après la promotion de Sakai en ville désignée. Elle englobe en totalité l'ancien bourg de Mihara, fusionné à Sakai le 1er février 2005.

## Lieux remarquables
- Kofun de Kurohimeyama